# Национальный музей Военно-воздушных сил США
Национальный музей Военно-воздушных сил США (англ. National Museum of the United States Air Force) — музей, созданный для сохранения и отображения истории ВВС США. Один из старейших и крупнейших авиакосмических музеев мира.
Музей расположен на авиабазе ВВС США Райт-Паттерсон, в штате Огайо и существует с 1923 года. В нём представлены свыше 400 летательных аппаратов. 
Вход свободный. Ежегодно музей посещает более 1 млн человек.

## Галерея
- Сопвич Кэмел
- Мицубиси A6M
- B-29 Bockscar, сбросивший атомную бомбу на Нагасаки
- X-15
- МиГ-21 с опознавательными знаками ВВС Северного Вьетнама
- XB-70 «Валькирия»
- Boeing B-17F Memphis Belle
- Boeing VC-137C SAM 26000 (Air Force One)
- North American XB-70 Valkyrie
- Форма генерал-майора Билли Митчелла.
- Часть экспозиции «Воины-летчики», выставленной в галерее времен холодной войны.
- Вид на музей с воздуха
- Fairchild 24-C8F